# Minsk II
Minsk II es el nombre del acuerdo, firmado el 12 de febrero de 2015, en el que los gobernantes de Alemania, Francia, Rusia y Ucrania buscaron aliviar la guerra del Donbás. La conferencia que llevaron a cabo, supervisada por la Organización para la Seguridad y la Cooperación en Europa (OSCE), fue organizada como respuesta al fracaso del primer cese de fuego. Algunas de las medidas acordadas incluían un alto el fuego incondicional para ser observado por la OSCE, a partir del 15 de febrero, la retirada de las armas pesadas del frente de combate, la liberación de los prisioneros de guerra, y la reforma constitucional en Ucrania.
Los sucesivos intentos de resolver la guerra del Donbás no tuvieron resultados hasta el inicio del mes de febrero de 2015.
Si bien el Protocolo de Minsk del 5 de septiembre de 2014 redujo significativamente los combates en la zona de conflicto durante varios meses, pequeñas escaramuzas continuaron. Al principio de enero de 2015, el conflicto entre las fuerzas separatistas de la República Popular de Donetsk (RPD), la República Popular de Lugansk (RPL) y las fuerzas ucranianas se intensificó, lo que resultó en el colapso total del alto el fuego acordado en el Protocolo de Minsk.
El 21 de enero de 2015, después de intensos combates, el simbólicamente importante Aeropuerto Internacional de Donetsk fue capturado por las fuerzas de la RPD. El aeropuerto era la última parte de la ciudad de Donetsk que había estado bajo el control de Ucrania. Tras esta victoria, las fuerzas separatistas pulsaron su ofensiva en el importante nudo ferroviario y de carreteras de Debáltsevo a finales de enero. La reanudación de estos intensos combates causó gran preocupación en la comunidad internacional. 
El 14 de febrero de 2015, horas antes del inicio de la nueva tregua de Minsk II, el área de Debáltsevo sufrió importantes combates y la guerra se aproximaba nuevamente más a las alrededores de Mariúpol.
Dos días después, el presidente de la República Popular del Donetsk, Aleksandr Zajárchenko, recibió un disparo durante una batalla contra las fuerzas ucranianas en el centro de Debáltsevo. La batalla se desarrollaba en las calles centrales de la ciudad.
Las operaciones de desarme de los combatientes del Ejército y de la Guardia Nacional de Ucrania se ejecutaron bajo los bombardeos de la artillería ucraniana en Debáltsevo. La tregua se rompió la primera semana de junio de 2015 con una escalada intensa de la violencia en torno a Márinka y en la práctica totalidad de las fronteras de las Repúblicas de Donetsk y Lugansk.

## Contexto

### Cuarteto de Normandía
El Cuarteto de Normandía (francés: Format Normandie) es un grupo diplomático compuesto por representantes de alto nivel de cuatro países europeos (Alemania, Rusia, Ucrania y Francia) para resolver el conflicto bélico en el Este de Ucrania.  El cuarteto de Normandía opera principalmente a través de llamadas telefónicas entre los presidentes ucraniano, ruso y francés, el canciller alemán y sus respectivos ministros de asuntos exteriores.

### Fracaso del primer protocolo de Minsk
Después de la firma del memorando, la tercera batalla por el Aeropuerto Internacional de Donetsk estalló, y ambas partes continuaron acusándose mutuamente de violaciones del alto el fuego. El Aeropuerto Internacional de Donetsk está cerrado a todo el tráfico desde el 26 de mayo de 2014, a causa de los combates entre las fuerzas del nuevo gobierno de Ucrania y los separatistas prorrusos. En el final de octubre, el primer ministro de la DNR, negociador y signatario del Protocolo de Minsk Alexánder Zajárchenko ha dicho que las fuerzas bajo su control volverían a tomar el territorio que habían perdido a las fuerzas gubernamentales ucranianas durante la ofensiva de julio por parte de las fuerzas fieles al Gobierno de Ucrania, y que las fuerzas de la DNR estarían dispuestas a combatir en batallas «pesadas» para lograr sus objetivos. Posteriormente, Zajárchenko dijo que había sido malinterpretado, y que él había querido decir que estas áreas serían recuperadas a través de «medios pacíficos». Durante su campaña en el período previo a las elecciones generales de Donbass, conducidas por la DNR y la LNR, en presunta violación del Protocolo de Minsk, Zajárchenko dijo: «Estos son tiempos históricos. ¡Estamos creando un nuevo país! Es una meta loca». El presidente de la OSCE Didier Burkhalter confirmó que las elecciones quedaron «en contra de la letra y el espíritu del Protocolo de Minsk», y dijo que iban a «complicar aún más su aplicación».
Hablando el 5 de diciembre, el ministro de Relaciones Exteriores ruso Serguéi Lavrov dijo que las elecciones generales en DNR y las elecciones generales en LNR, realizadas el 2 de noviembre de 2014, estaban «exactamente dentro del rango en el que se habían negociado en Minsk» y que el parlamento ucraniano supuestamente tendría que aprobar un proyecto de ley de amnistía a los líderes de DNR y LNR después de las elecciones parlamentarias de Ucrania en octubre de 2014. Según Lavrov, una vigilancia más estrecha de la frontera ruso-ucraniana, como lo específica el Protocolo de Minsk, solo podría tener lugar después de que una ley de este tipo de amnistía fuese aprobada. Señaló que anteriormente había pensado que un decreto presidencial emitido en el 16 de septiembre, que presuntamente prohíbe la persecución de los combatientes separatistas en Donbass, sería para respetar por el gobierno ucraniano, pero dijo que «un proyecto de ley ha sido presentado proponiendo la revocación» de ese decreto.
Una fase siguiente de las conversaciones de paz que se celebran en Minsk fue suspendida el 26 de diciembre de 2014. Sin embargo, ambas partes confirmaron que, después de horas de negociaciones, se pusieron de acuerdo para el intercambio de prisioneros, involucrando al menos 375 prisioneros de ambos lados.
El 7 de diciembre de 2022, la excanciller alemana Angela Merkel reconoció, en una entrevista al diario alemán Die Zeit, que los acuerdos de Minsk se firmaron con el único objetivo de dar tiempo a Ucrania para rearmarse y fortalecerse. Y «ese país usó ese tiempo para volverse más fuerte, como se puede ver hoy» además Merkel añadió que en ese momento Rusia tenía la capacidad de «aplastar fácilmente» a Ucrania. «Dudo mucho que en ese tiempo los países de la OTAN podrían haber hecho tanto como hoy para ayudar a Ucrania».

## Cumbre y redacción
El presidente francés, François Hollande, y la canciller alemana, Angela Merkel, presentaron un nuevo plan de paz el 7 de febrero de 2015. El plan franco-alemán, elaborado tras conversaciones con el presidente de Ucrania, Petró Poroshenko, y el presidente ruso, Vladímir Putin, fue visto como un renacimiento del Protocolo de Minsk. Hollande dijo que el plan era la «última oportunidad» para la resolución del conflicto.
Frente a continuos éxitos de los separatistas, el gobierno estadounidense comenzó a ponderar si la ayuda militar a Ucrania, incluyendo el envío de armas letales, debería ser aumentada. La nueva iniciativa alemana y francesa surgió en respuesta a los informes que la asistencia letal estaba ahora bajo consideración estadounidense. Merkel se dirigió a Putin sobre la crisis, quién envió una carta a los líderes de Alemania y Francia con sus ideas. Funcionarios occidentales dijeron que el plan de Putin era imposible de aceptar, ya que, al parecer, se estaban proponiendo líneas de frontera nuevas y más expansivas para las regiones en poder de los separatistas y se proponía la autonomía jurídica para esas regiones. Más tarde, el ministro de Relaciones Exteriores de Francia, Laurent Fabius, llamó al secretario de Estado estadounidense, John Kerry, para hacerle saber que Alemania y Francia estaban preparando una contrapropuesta. Los estadounidenses insistieron en que los europeos discutieran sus ideas con las autoridades ucranianas, y dos días más tarde, después de una reunión con Poroshenko, Merkel y Hollande volaron a Moscú para encontrarse con Putin.
Una cumbre para discutir la implementación del plan diplomático franco-alemán fue programada para el 11 de febrero en el Palacio de la Independencia en Minsk, capital de Bielorrusia. A ella asistieron Putin, Poroshenko, Merkel, Hollande, el líder de la RPD, Alexánder Zajárchenko, y el líder de la RPL, Ígor Plótnitski. Las negociaciones continuaron durante la noche durante dieciséis horas y, según el ministro de Relaciones Exteriores alemán, fueron «muy difíciles». Después de las conversaciones, se anunció el 12 de febrero que las partes en conflicto habían acordado un nuevo paquete de medidas de pacificación.

## Medidas
El texto completo del acuerdo fue el siguiente:
1. Alto el fuego inmediato y completo en determinados distritos de las provincias ucranianas de Donetsk y Lugansk y su estricto cumplimiento a partir de las 00:00 de la medianoche (Hora de Kiev) del 15 de febrero de 2015.
2. Retirada de todas las armas pesadas por ambos lados, a distancias iguales, con el objetivo de la creación de una zona de seguridad de 50 kilómetros de distancia mínima, para la artillería de 100 mm de calibre o más, y una zona de seguridad de 70 kilómetros, para sistemas de lanzacohetes múltiples (MLRS), y de 140 kilómetros para los MLRS «Tornado-S», «Uragan», «Smerch» y los sistemas de misiles tácticos «Tochka U»:
  - para las tropas ucranianas, de la línea real de contacto (frente de combate);
  - para las formaciones armadas de determinados distritos de las provincias ucranianas de Donetsk y Lugansk, de la línea de contacto, en conformidad con el Memorando de Minsk del 19 de septiembre de 2014.

La retirada de las armas pesadas antes mencionadas debe comenzar a más tardar el segundo día después del inicio del alto el fuego y terminar dentro de 14 días.
Este proceso será asistido por la OSCE con el apoyo del Grupo de Contacto Trilateral.
1. El efectivo seguimiento y verificación del alto el fuego y de la retirada de las armas pesadas por la OSCE se prestará desde el primer día de la retirada, utilizando todos los medios técnicos necesarios, tales como los satélites, aviones no tripulados, sistemas de radio-localización, etc.
2. En el primer día después de la retirada, el diálogo se iniciará sobre las modalidades de realización de elecciones locales, en conformidad con la legislación de Ucrania y la Ley de Ucrania «sobre la orden temporaria de autonomía local en determinados distritos de las provincias de Donetsk y Lugansk», y también sobre el futuro de estos distritos, sobre la base de la ley antes mencionada.
3. Sin demoras, pero no más tarde de 30 días a partir de la fecha de firma de este documento, la resolución tiene que ser aprobada por el Parlamento de Ucrania, indicando el territorio que se encuentra bajo el régimen especial en conformidad con la ley «sobre la orden temporaria de autonomía local en determinados distritos de las provincias de Donetsk y Lugansk», basada en la línea establecida por el Memorando de Minsk del 19 de septiembre de 2014.
4. Proporcionar indulto y amnistía a través de la promulgación de una ley que prohíba la persecución y castigo de las personas en relación con los acontecimientos que tuvieron lugar en determinados distritos de las provincias ucranianas de Donetsk y Lugansk.
5. Proporcionar la liberación y el intercambio de todos los rehenes y las personas retenidas ilegalmente, con base en el principio de «todo para todos». Este proceso tiene que terminar - lo más tarde - en el quinto día después de la retirada (de armas).
6. Proporcionar, con seguridad, el acceso, la entrega, el almacenamiento y la distribución de la ayuda humanitaria a los necesitados, sobre la base de un mecanismo internacional.
7. Definir las modalidades de un pleno restablecimiento de las relaciones sociales y económicas, incluidas las transferencias sociales, como los pagos de pensiones y otros pagos (rendimientos e ingresos, el pago puntual de las facturas comunales, la restauración de los pagos de impuestos en el marco del ámbito jurídico ucraniano). Con este objetivo, Ucrania restaurará la gestión sobre el segmento de su sistema bancario en los distritos afectados por el conflicto, y, posiblemente, se establecerá un mecanismo internacional para aliviar este tipo de transacciones.
8. Restaurar al gobierno de Ucrania el control de la frontera del estado en toda la zona de conflicto, la cual (la restauración) tiene que empezar el primer día después de la elección local y acabar después de la regulación política completa (elecciones locales en determinados distritos de las provincias de Donetsk y Lugansk, con base en la ley de Ucrania y la reforma constitucional) a finales de 2015, con la condición del cumplimiento del punto 11 - en las consultas y de acuerdo con los representantes de determinados distritos de las provincias de Donetsk y Lugansk, en el marco del Grupo de Contacto Trilateral.
9. Retirada de todas las formaciones armadas extranjeras, equipo militar, y también mercenarios desde el territorio de Ucrania bajo la supervisión de la OSCE. Desarme de todos los grupos ilegales.
10. La reforma constitucional en Ucrania, con una nueva Constitución que entre en vigor a finales de 2015, el elemento clave de la cual es la descentralización (teniendo en cuenta las peculiaridades de determinados distritos de las provincias de Donetsk y Lugansk, de acuerdo con los representantes de estos distritos), y también la aprobación de legislación permanente sobre la situación especial de determinados distritos de las provincias de Donetsk y Lugansk, de acuerdo con las medidas enunciadas en la nota adjunta,[n. 1] a finales de 2015.
11. Con base en la Ley de Ucrania «sobre la orden temporaria de autonomía local en determinados distritos de las provincias de Donetsk y Lugansk», las cuestiones relacionadas con las elecciones locales serán discutidas y acordadas con los representantes de los distritos particulares de las provincias de Donetsk y Luhansk en el marco del Grupo de Contacto Trilateral. Las elecciones se celebrarán de conformidad con las normas pertinentes de la OSCE y serán supervisadas por la OSCE/OIDDH (Oficina para Instituciones Democráticas y Derechos Humanos).
12. Intensificar el trabajo del Grupo de Contacto Trilateral incluso mediante el establecimiento de grupos de trabajo sobre la aplicación de los aspectos pertinentes de los acuerdos de Minsk. Ellos reflejarán la composición del Grupo de Contacto Trilateral.